# Hernán Gumy
Hernán Gumy (n. el 5 de marzo de 1972 en Buenos Aires, Argentina) es un ex tenista Argentino que entró al profesionalismo en 1991. 
Representó a su país en los Juegos Olímpicos de Atlanta 1996, donde fue vencido en primera ronda por el jugador venezolano Nicolás Pereira. El diestro jugador alcanzó su mejor puesto en el ranking de sencillos de la ATP el 19 de agosto de 1996, cuando alcanzó el puesto N.º 39 de la clasificación mundial.

## Torneos ATP (1)

### Individuales (1)

#### Títulos
| Leyenda                |
| Grand Slam (0)         |
| Tennis Masters Cup (0) |
| ATP Masters Series (0) |
| ATP Tour (1)           |

| N.º | Fecha                  | Torneo   | Superficie    | Oponente en la final | Resultado |
| --- | ---------------------- | -------- | ------------- | -------------------- | --------- |
| 1.  | 4 de noviembre de 1996 | Santiago | Tierra batida | Marcelo Ríos         | 6-4 7-5   |

#### Finalista (1)
| N.º | Fecha               | Torneo | Superficie    | Oponente en la final | Resultado      |
| --- | ------------------- | ------ | ------------- | -------------------- | -------------- |
| 1.  | 10 de junio de 1996 | Oporto | Tierra batida | Félix Mantilla       | 7-6(5) 4-6 3-6 |

#### Clasificación en torneos del Grand Slam
| Torneo               | 2000 | 1999 | 1998 | 1997 | 1996 | 1995 | Títulos |
| -------------------- | ---- | ---- | ---- | ---- | ---- | ---- | ------- |
| Abierto de Australia | 1R   | 1R   | -    | 2R   | 3R   | -    | 0       |
| Roland Garros        | 2R   | 2R   | 3R   | 1R   | 1R   | 1R   | 0       |
| Wimbledon            | 1R   | 1R   | 1R   | -    | -    | -    | 0       |
| US Open              | 2R   | 1R   | 2R   | 3R   | 3R   | 2R   | 0       |
| Tennis Masters Cup   | -    | -    | -    | -    | -    | -    | 0       |